# Jesper de Jong
Jesper de Jong (Haarlem, 31 de mayo de 2000) es un tenista profesional neerlandés. Actualmente ocupa el puesto No. 98.° del ranking ATP en individuales, obtenido el 31 de marzo de 2025, siendo el más alto de su carrera, y el número 135 en dobles, alcanzado el 23 de mayo de 2022.  Actualmente es el número 3 del ranking neerlandés en individuales.  De Jong ha ganado tres títulos de individuales y siete de dobles en el ATP Challenger Tour.

## Carrera Juniors
En 2018 llegó hasta semifinales del US Open Juniors en dobles junto a Damien Wenger, perdiendo en tres set contra Tristan Boyer y Axel Nefve. 

## Carrera profesional

### 2019-20: Debut en challenger y primeros pasos
En julio de 2019, hizo su debut a nivel ATP Champions Tour el Challenger de Amersfoort, en una victoria en tres set contra Scott Griekspoor, con un marcador final de 4-6, 6-4, 7-6. En su segundo partido enfrentó aZdeněk Kolář perdiendo en dos set por marcador de 6-7, 3-6. Sin embargo, encontró un mayor éxito en la modalidad de dobles, donde hizo pareja con su compatriota Ryan Nijboer, donde lograron llegar hasta la final, perdiendo contra los finlandeses Emil Ruusuvuori y Harri Heliövaara en sets corridos por 3-6, 4-6.
En febrero de 2020, recibo la oportunidad de disputar la clasificación del perdiendo en su debut ante el experimentado alemán por 5-7, 6-7. Luego de esto participó en el challenger de Nur-Sultan, donde llegaría hasta los cuartos de final, perdió debido a la Pandemia de COVID-19 el torneo fue cancelado y no se volvería a disputar.
En febrero de 2020, recibió la oportunidad de competir en la clasificación del Torneo de Róterdam 2020, siendo su primera participación en un evento del ATP Tour 500. En su debut se saldó con una derrota ante el experimentado alemán  Philipp Kohlschreiber, quien se impuso en dos sets apretados con marcadores de 5-7 y 6-7. En marzo, se trasladó al Challenger de Nur-Sultán, donde logró avanzar hasta los cuartos de final, sin embargo, su desempeño se vio abruptamente interrumpido por el estallido de la pandemia de COVID-19. El torneo fue cancelado y no se reanudó, dejando inconcluso el torneo.
En noviembre, tras el regreso de los torneos Challenger, disputó el Challenger de Guayaquil 2020, ganando sus dos partidos de la clasificación, en el cuadro principal tuvo una notable victoria en los octavos de final tras imponerse a Alejandro Tabilo por un contundente marcador de 6-2, 6-2, derrotó al español Oriol Roca Batalla para acceder a su primera semifinal en un torneo nivel ATP Challenger Tour .

### 2021: Primeros títulos Challenger, top 250 en individuales, top 200 en dobles
En marzo de 2021, de Jong ganó su primer título Challenger de dobles en el Challenger II de San Petersburgo, haciendo pareja con Sem Verbeek, luego de que ambos perdieran la final en dobles del Challenger I de San Petersburgo la semana anterior. 
En mayo, ganó su segundo título Challenger de dobles, esta vez con Tim van Rijthoven, en el Challenger de Oeiras IV 2021, tras imponerse en la final sobre Julian Lenz y Roberto Quiroz en set corridos por marcador de 6-1, 7-6.  Al mes siguiente, ganó su tercer título de dobles en el Challenger de Almaty haciendo pareja con Vitaliy Sachko y alcanzó el puesto 204 en el ranking de dobles, el más alto de su carrera, el 14 de junio de 2021.
De Jong ganó su primer título individual Challenger, en el Challenger de Almaty II, tras superar la clasificación donde derrotó a Daniel Michalski por 6-2, 6-1 y a Khumoyun Sultanv por 6-1, 6-3, ya instalado en el cuadro principal, se impuso ante Kimmer Coppejans por 6-4, 6-2 en su primer partido, mientras que en las semifinal se impuso ante Mirza Bašić en set corridos para disputar su primera final importante en individuales, en la final venció Tomás Barrios por un contundente 6-1, 6-2 para ganar su primer título en individuales, y sin perder ningún set, lo que lo llevó al puesto número 260 en el ranking individual, el más alto de su carrera, el 21 de junio de 2021.
En septiembre disputó nuevamente una final en dobles, esta vez el Challenger de Braga 2021, junto a Bart Stevens perdiendo en el supertiebreak ante los locales Francisco Cabral y Nuno Borges, mientras que en individuales perdió en cuartos de final contra el tercer preclasificado Hugo Gaston. En octubre disputó el Challenger de Bogotá 2021 donde llegó hasta la semifinales luego de derrotar a Matheus Pucinelli de Almeida por marcador de 6-2, 7-5, perdiendo en semifinal ante el argentino Facundo Mena. En la modalidad de dobles también llegó a instancia de semifinales junto a  Bart Stevens. 
En el Challenger Ciudad de Guayaquil en noviembre, luego de ganar los dos partidos de la clasificación, de Jong cosechó notables victorias frente a Daniel Elahi Galán en tres set, en semifinales se impuso ante Tomás Martín Etcheverry por marcador final de 7-5, 6-3 para disputar su segunda final individual de la temporada, donde perdió frente Alejandro Tabilo por 1-6, 5-7, pero ganó el título de dobles con Bart Stevens.

### 2022: Debut en el ATP Tour, top 160 en individuales y dobles
En enero tras participar en las semifinales del Challenger en Traralgon, en Australia, tras derrotar al cabeza de serie no.1 Gilles Simon en set corrido por un contundente 6-4, 6-1, lo que le permitió debutar entre los 200 mejores el 14 de febrero de 2022. Disputó la clasificación del Abierto de Australia 2022, perdiendo en la tercera ronda de clasificación frente Tomáš Macháč. 
Recibió la oportunidad de disputar la clasificación del Torneo de Róterdam 2022, perdiendo ante Jiří Lehečka por 6-7, 0-6. Tuvo mejor suerte en dobles donde debutó en el cuadro principal de dobles de la ATP tras clasificarse junto a Sem Verbeek. Como resultado, alcanzó el puesto número 157 del ranking mundial de dobles, su mejor marca personal, el 14 de febrero de 2022. 
En marzo, junto a Bart Stevens, obtuvo su primer título del año en el Challenger de Santa Cruz 2022 II, tras un emocionante encuentro contra  Nicolás Barrientos y Miguel Ángel Reyes Varela, resuelto en un súper tie-break. La dupla repitió el éxito en abril, en el Challenger de Roma 2022, donde, como segundos cabezas de serie, superaron a los favoritos Sadio Doumbia y Fabien Reboul, nuevamente en un ajustado super tie-break.
Debutó en el cuadro principal en individuales de la ATP en el Torneo ATP de Amberes 2022 como wildcard. También recibió una wildcard en dobles, junto a su compatriota Bart Stevens. Sin mucho sobresalto perdió en el debut en el cuadro principal en ambos torneos. Como resultado, alcanzó el top 160 del ranking individual el 13 de junio de 2022. 

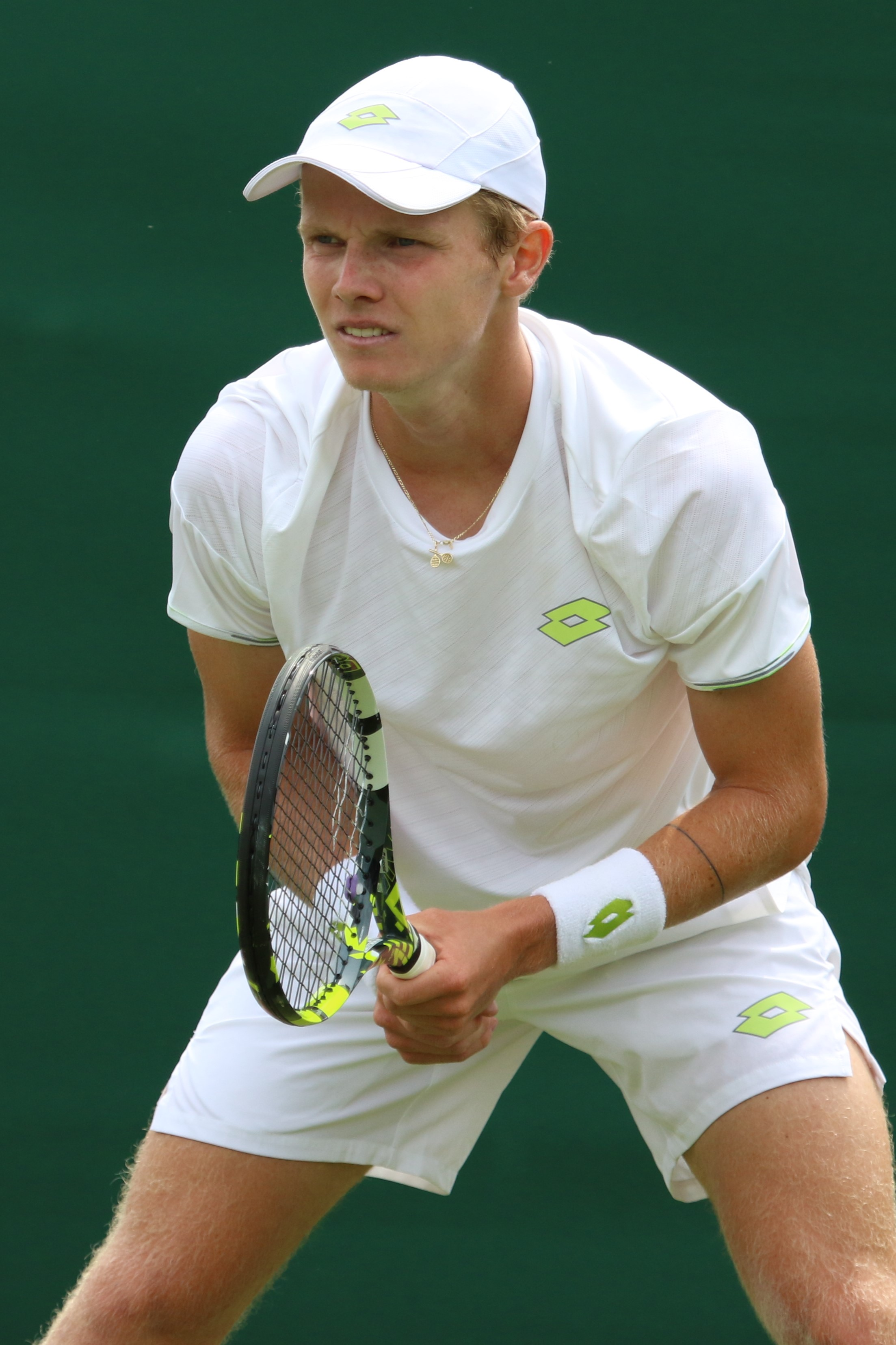
De Jong en la clasificación del Campeonato de Wimbledon.

En octubre ganó su tercer torneo challenger en dobles de la temporada, en el Challenger de Lima II 2022, esta vez junto a Max houkes luego de imponerse en el superdesempate a los argentinos Guido Andreozzi y Guillermo Durán. A pesar de haber disputado la clasificación de todos los Grand Slam no logró pasar al cuadro principal de ninguno.  
2023: Top 150 en individuales
Inicio la temporada en enero, llegando a la final del Challenger de Tigre II 2023, arribo a la semifinales sin haber perdido un set en los partidos anteriores, se impuso por 6-4, 5-7, 6-1 ante Alessandro Giannessi para avanzar a la primera final de la temporada donde perdió ante el local Juan Manuel Cerúndolo en tres set.

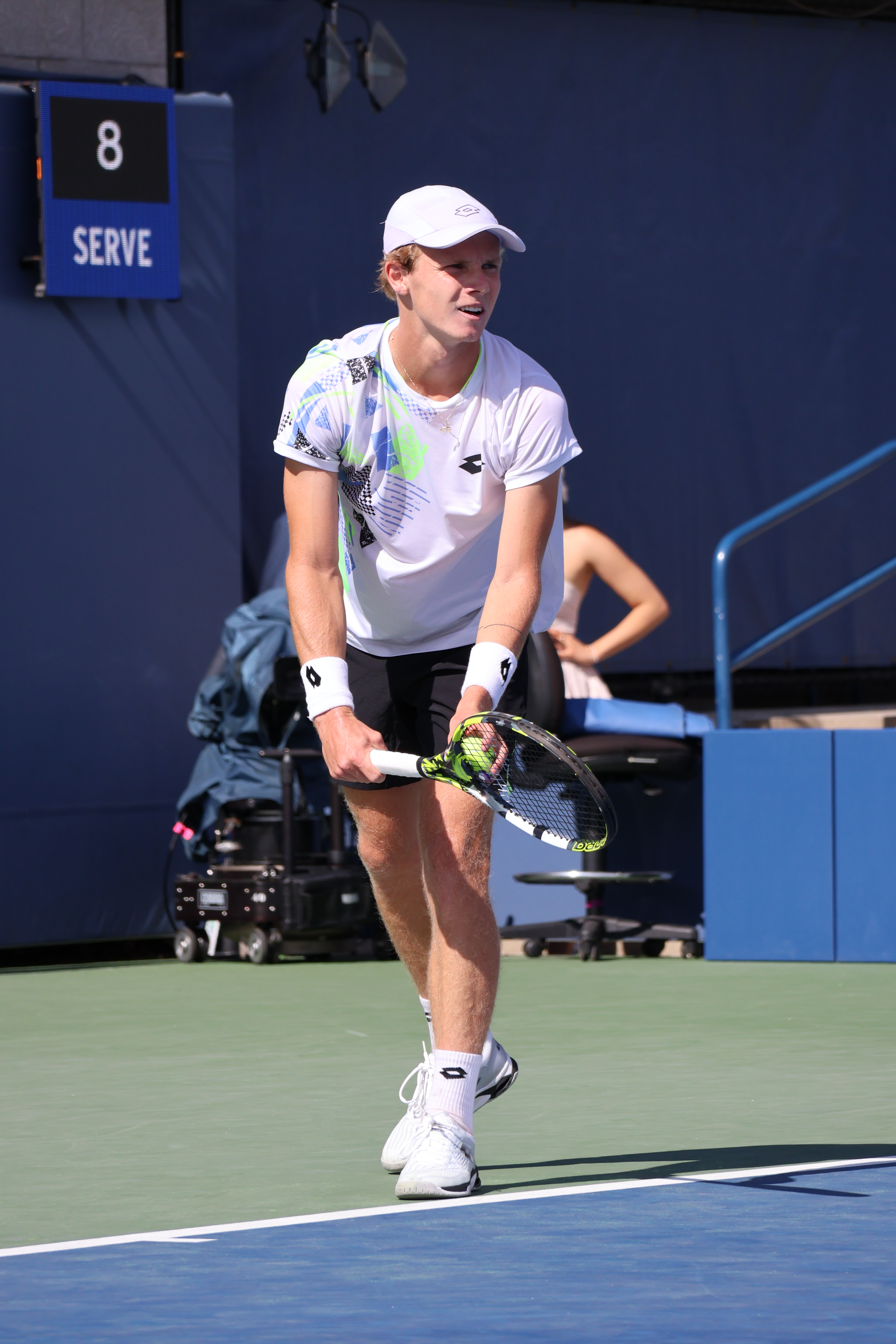
Jesper de Jong duran la clasificación del Abierto de Estados Unidos 2023.

En abril, disputó el Challenger de Gerona 2023, en cuartos de final logró vencer al cabeza de serie número uno Pedro Cachín en por 7-5, 6-2. Este triunfo le permitió avanzar a las semifinales del torneo, donde cayó sorpresivamente en tres set ante el eventual campeón Ivan Gakhov. Tras una serie de participaciones en torneos sin resultados destacados, de Jong logró alcanzar su segunda final de la temporada en el Challenger de Roma 2023 tras derrotar a Flavio Cobolli por 7-5, 6-3 extendiendo a cuatro su racha de partidos consecutivos sin ceder un set. Sin embargo, se enfrentó a Sumit Nagal, quien se impuso en sets corridos con marcadores de 6-3 y 6-2.
Después de varias finales sin éxito, en agosto ganó su primer título de la temporada en el Challenger de Grodzisk Mazowiecki 2023, tras imponerse en la final ante Benjamin Hassan por doble 6-3, ganando el torneo sin haber cedido un set. Alcanzó el puesto número 135 del ranking mundial de individuales, el más alto de su carrera, el 11 de septiembre de 2023.  

### 2024: Debuts en torneos importantes y primeras victorias,
Se clasificó para el Abierto de Australia de 2024, tras ganar los tres partidos de la clasificación por primera vez en su carrera, debutando en un cuadro principal de un Grand Slam, derrotó a Pedro Cachin en cuatro set, luego de perder el primero por 4-6 se impuso en los tres siguientes por 6-2, 6-3 y 6-4 para conseguir su primera victoria en un Major.  En la segunda ronda enfrentó al cabeza de serie número 4 y eventual campeón Jannik Sinner siendo su primer partido ante un top-10, perdió el partido por triple 2-6.
Recibió una invitación para su torneo local, el Torneo de Róterdam 2024, donde enfrentó a Miloš Raonić perdiendo en set corridos por 6-7, 4-6. 
Puesto n.° 177, se clasificó para su segundo Grand Slam en el Torneo de Roland Garros 2024, tras superar en set corridos a Pablo Llamas Ruiz, Dennis Novak y Jeffrey John Wolf por primera vez logrando la clasificación en este torneo. En el cuadro principal logro una gran victoria frente a Jack Draper en la primera ronda en cinco sets (su segunda victoria a nivel de gira y también su segunda victoria en un Grand Slam) luego de 5 horas y 31 minutos. Por segundo Grand Slam consecutivo enfrentó en segunda ronda a un top-5 y el que sería eventual campeón del torneo, tras enfrentar al no.3 del mundo y tercera cabeza de serie Carlos Alcaraz, logró ganarle el tercer set tras imponerse por 6-2, perdiendo el cuarto sets que le dio la victoria al espanol. 

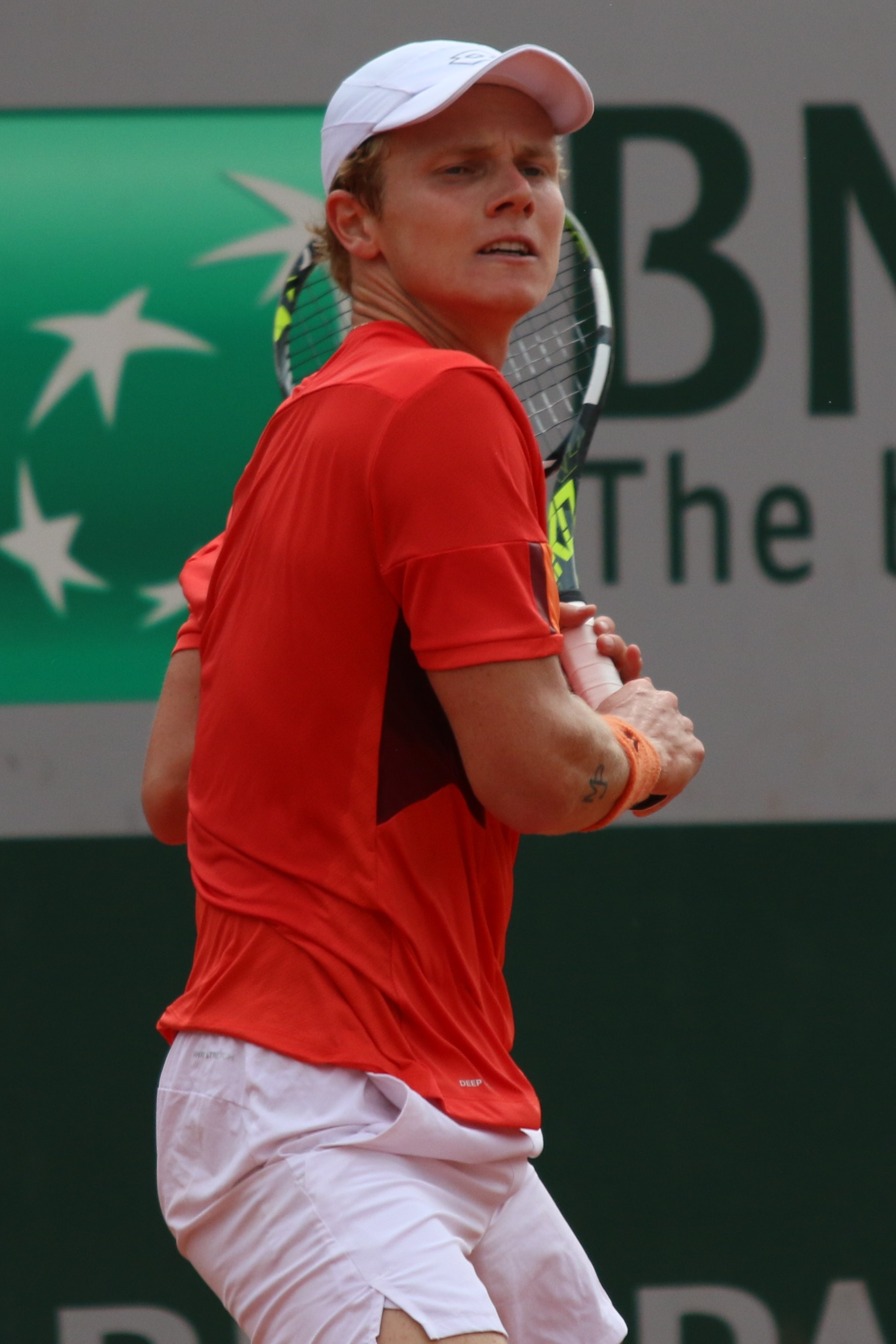
De Jong en el Torneo de Roland Garros.

Ganó su tercer título Challenger, el Challenger de Sassuolo 2024, luego de derrotar a Alexandre Müller por 6-2, 6-3, en los octavos se impuso ante la joven promesa peruana, Ignacio Buse por 7-6, 6-4, en cuartos de final logró darle vuelta al marcador ante Alexander Weis luego de perder el primer set por 5-7, ganaría los dos siguientes por doble 6-3 para avanzar a semifinales donde se impuso ante el ex-top 25 Martin Kližan nuevamente tras haber perdido el primer set por 4-6, ganó los dos siguiente por un indiscutible 6-1, 6-0. En la final enfrentó a Daniel Altmaier que tras un disputado tie break a favor de De Jong no dio resistencia en el segundo ganándolo cómodamente por 6-1 para ganar el tituló. Como resultado, alcanzó su mejor posición en el ranking, el n.° 119, el 24 de junio de 2024  , y el n.° 103 más de un mes después, el 12 de agosto de 2024 
En octubre disputó el Challenger de Villa María 2024, en Argentina, logrando notable victoria en semifinal por marcador de 6-2, 6-3 frente al local Román Andrés Burruchaga. En la final se enfrentó a otro argentino Camilo Ugo Carabelli que terminaría ganando el partido en tres set.
Se clasificó para el Torneo de Metz 2024, luego de vencer en tres set al local Titouan Droguet, perdiendo en el debut en el cuadro principal frente a Bu Yunchaokete en set corridos. 

### 2025: Primera semifinal ATP y top-100
En 2025, en el Torneo de Montpellier 2025, de Jong derrotó al invitado Quentin Halys,tras retirarse en el segundo set, luego sorprendió al tercer sembrado Flavio Cobolli tras ganarle en set corridos y al quinto sembrado Tallon Griekspoor también en dos set, para alcanzar su primera semifinal a nivel de gira ATP, donde perdería ante el eventual campeón Félix Auger-Aliassime.  Después de ganar el torneo de dobles en el Challenger de Kigali 2025, haciendo pareja con Max Houkes, paso a una actuación doble en la final en el Challenger de Murcia 2025 tanto en individual como en dobles. A finales de marzo disputó el Challenger de Gerona 2025 donde llegó hasta las semifinales donde perdió ante el eventual campeón y campeón de grand slam, Marin Čilić por doble 6-4.  De Jong alcanzó un ranking de individuales más alto de su carrera en el top 100 del No. 98 del mundo el 31 de marzo de 2025.  De Jong registró su primera victoria ATP como jugador top-100 sobre Elliot Benchetrit en Marrakech. 

## Títulos ATP (0; 0+0)

### Individual (0)
| Leyenda                   |
| Grand Slam (0)            |
| ATP World Tour Finals (0) |
| ATP Masters 1000 (0)      |
| ATP World Tour 500 (0)    |
| ATP World Tour 250 (0)    |

#### Finalista (1)
| N.º | Fecha               | Torneo | Superficie    | Oponente en la final | Resultado     |
| --- | ------------------- | ------ | ------------- | -------------------- | ------------- |
| 1.  | 20 de julio de 2025 | Bastad | Tierra batida | Luciano Darderi      | 4-6, 6-3, 3-6 |

## Finales de ATP Challenger y ITF World Tennis Tour

### Individuales: 15 (7 títulos, 8 subcampeonatos)
| Leyenda                   |
| ------------------------- |
| ATP Challenger Tour (3–5) |
| ITF WTT (4–3)             |

| Finales por superficie |
| ---------------------- |
| Dura (3–1)             |
| Arcilla (4–7)          |

| Resultado | G–P | Fecha              | Torneo                                          | Nivel      | Superficie | Oponente en la final  | Resultado          |
| --------- | --- | ------------------ | ----------------------------------------------- | ---------- | ---------- | --------------------- | ------------------ |
| Derrota   | 0–1 | Julio de 2019      | M15 Marburg, Alemania                           | WTT        | Arcilla    | Louis Wessels         | 6–7(4–7), 6–7(5–7) |
| Victoria  | 1–1 | Agosto de 2019     | M15 Oldenzaal, Países Bajos                     | WTT        | Arcilla    | Amadatus Admiraal     | 6–0, 6–4           |
| Victoria  | 2–1 | Septiembre de 2019 | M15 Haren, Países Bajos                         | WTT        | Arcilla    | Juan Ignacio Galarza  | 7–5, 6–0           |
| Victoria  | 3–1 | Octubre de 2019    | M25 Fort Worth, EE. UU.                         | WTT        | Dura       | Ryan Peniston         | 6–2, 6–0           |
| Derrota   | 3–2 | Septiembre de 2020 | M25 Klosters, Suiza                             | WTT        | Arcilla    | Holger Rune           | 4–6, 2–6           |
| Victoria  | 1–0 | Junio de 2021      | Challenger de Almaty II 2021, Kazajstán         | Challenger | Arcilla    | Tomás Barrios Vera    | 6–1, 6–2           |
| Derrota   | 1–1 | Noviembre de 2021  | Challenger de Guayaquil 2021, Ecuador           | Challenger | Arcilla    | Alejandro Tabilo      | 1–6, 5–7           |
| Derrota   | 3–3 | Septiembre de 2022 | M15 Sintra, Portugal                            | WTT        | Dura       | Elliot Benchetrit     | 4–6, 1–6           |
| Derrota   | 1–2 | Enero de 2023      | Challenger de Tigre 2023 II, Argentina          | Challenger | Arcilla    | Juan Manuel Cerúndolo | 3–6, 6–2, 2–6      |
| Victoria  | 4–3 | Marzo de 2023      | M25 Quinta do Lago, Portugal                    | WTT        | Dura       | Naoki Nakagawa        | 6–1, 5–7, 6–4      |
| Derrota   | 1–3 | abril de 2023      | Challenger de Roma 2023, Italia                 | Challenger | Arcilla    | Sumit Nagal           | 3–6, 2–6           |
| Victoria  | 2–3 | Agosto de 2023     | Challenger de Grodzisk Mazowiecki 2023, Polonia | Challenger | Dura       | Benjamin Hassan       | 6–3, 6–3           |
| Victoria  | 3–3 | Junio de 2024      | Challenger de Sassuolo 2024, Italia             | Challenger | Arcilla    | Daniel Altmaier       | 7–6(7–5), 6–1      |
| Derrota   | 3–4 | Octubre de 2024    | Challenger de Villa María 2024, Argentina       | Challenger | Arcilla    | Camilo Ugo Carabelli  | 6–7(3–7), 6–3, 4–6 |
| Derrota   | 3–5 | Marzo de 2025      | Challenger de Murcia 2025, España               | Challenger | Arcilla    | Carlos Taberner       | 6–7(3–7), 6–4, 2–6 |

### Dobles: 12 (8 títulos, 4subcampeonatos)
| Resultado | G–P | Fecha              | Torneo                              | Nivel         | Superficie | Compañero         | Oponentes                                    | Marcador               |
| --------- | --- | ------------------ | ----------------------------------- | ------------- | ---------- | ----------------- | -------------------------------------------- | ---------------------- |
| Derrota   | 0–1 | Julio de 2019      | Amersfoort, Países Bajos            | Challenger    | Arcilla    | Ryan Nijboer      | Harri Heliövaara Emil Ruusuvuori             | 3–6, 4–6               |
| Derrota   | 0–2 | Marzo de 2021      | San Petersburgo, Rusia              | Challenger    | Dura       | Sem Verbeek       | Roberto Quiroz Christopher Eubanks           | 4–6, 3–6               |
| Victoria  | 1–2 | Marzo de 2021      | San Petersburgo II, Rusia           | Challenger    | Dura       | Sem Verbeek       | Konstantin Kravchuk Denis Yevseyev           | 6–1, 3–6, [10–5]       |
| Victoria  | 2–2 | Mayo de 2021       | Oeiras IV, Portugal                 | Challenger    | Arcilla    | Tim van Rijthoven | Julian Lenz Roberto Quiroz                   | 6–1, 7–6(7–3)          |
| Victoria  | 3–2 | Junio de 2021      | Almaty, Kazajistán                  | Challenger    | Arcilla    | Vitaliy Sachko    | Vladyslav Manafov Evgenii Tiurnev            | 7–6(7–4), 6–1          |
| Derrota   | 3–3 | Septiembre de 2021 | Braga, Portugal                     | Challenger    | Arcilla    | Bart Stevens      | Nuno Borges Francisco Cabral                 | 3–6, 7–6 (7–4), [5–10] |
| Victoria  | 4–3 | Noviembre de 2021  | Guayaquil, Ecuador                  | Challenger    | Arcilla    | Bart Stevens      | Diego Hidalgo Cristian Rodríguez             | 7–5, 6–2               |
| Victoria  | 5–3 | Marzo de 2022      | Santa Cruz de la Sierra II, Bolivia | Challenger    | Arcilla    | Bart Stevens      | Nicolás Barrientos Miguel Ángel Reyes-Varela | 6–4, 3–6, [10–6]       |
| Victoria  | 6–3 | Abril de 2022      | Challenger de Roma 2022, Italia     | Challenger    | Arcilla    | Bart Stevens      | Sadio Doumbia Fabien Reboul                  | 3–6, 7–5, [10–8]       |
| Victoria  | 7–3 | Octubre de 2022    | Lima II, Perú                       | Challenger    | Arcilla    | Max Houkes        | Guido Andreozzi Guillermo Durán              | 7–6(8–6), 3–6, [12–10] |
| Victoria  | 8–3 | Marzo de 2025      | Kigali, Ruanda                      | Challenger    | Arcilla    | Max Houkes        | Geoffrey Blancaneaux Zdeněk Kolář            | 6–3, 7–5               |
| Derrota   | 8–4 | Marzo de 2025      | Challenger de Murcia 2025, España   | Challenger 75 | Arcilla    | Mats Hermans      | Grégoire Jacq Orlando Luz                    | 7–5, 6–1               |